# Lijst van voetbalinterlands Bosnië en Herzegovina - Zweden (vrouwen)
Deze lijst van voetbalinterlands is een overzicht van alle officiële voetbalinterlands tussen de nationale vrouwenteams van Bosnië en Herzegovina en Zweden. De landen hebben tot nu toe vier keer tegen elkaar gespeeld.

## Wedstrijden
| № | Plaats    | Datum             | Competitie                          | Wedstrijd                      | Uitslag |
| - | --------- | ----------------- | ----------------------------------- | ------------------------------ | ------- |
| 1 | Zenica    | 26 oktober 2013   | WK 2015 kwalificatie                | Bosnië en Herzegovina − Zweden | 0 − 1   |
| 2 | Göteborg  | 13 september 2014 | WK 2015 kwalificatie                | Zweden − Bosnië en Herzegovina | 3 − 0   |
| 3 | Zenica    | 23 februari 2024  | UEFA Women's Nations League 2023/24 | Bosnië en Herzegovina − Zweden | 0 − 5   |
| 4 | Stockholm | 28 februari 2024  | UEFA Women's Nations League 2023/24 | Zweden − Bosnië en Herzegovina | 5 − 0   |

## Samenvatting
| Competitie                  | Totaal gespeeld | Winst Bosnië en Herzegovina | Gelijk | Winst Zweden | Doelsaldo Bosnië en Herzegovina – Zweden |
| --------------------------- | --------------- | --------------------------- | ------ | ------------ | ---------------------------------------- |
| WK-kwalificatie             | 2               | 0                           | 0      | 2            | 0 − 4                                    |
| UEFA Women's Nations League | 2               | 0                           | 0      | 2            | 0 − 10                                   |
| Totaal                      | 4               | 0                           | 0      | 4            | 0 − 14                                   |